# 高台子镇 (新民市)
高台子镇，是中华人民共和国辽宁省沈阳市新民市下辖的一个乡镇级行政单位。

## 行政区划
高台子镇下辖以下地区：
东高台子村、艾屯村、腰高台子村、西高台子村、二道河子村、罗家屯村、树林子村、七家子村和张宝屯村。